# Lucas Farías
Lucas Daniel Farías (Córdoba, Provincia de Córdoba, Argentina; 29 de enero de 1984) es un futbolista argentino. Juega de delantero y su equipo actual es Unión Comercio de la Liga 2 de Perú.

## Trayectoria
En 2013, fichó por el club Gimnasia y Esgrima de Mendoza para disputar el Torneo Argentino B 2013/14, temporada que logró adjudicarse tras lograr el ascenso al Torneo Federal A siendo uno de los jugadores más importantes del equipo en ataque junto a Cristian Taborda y Sergio Marclay. Más tarde, en el mismo club logró su segundo ascenso consecutivo en menos de un año tras lograr hacerse con la temporada 2014 del Federal A donde el Tecla fue clave en el partido de ida de la final jugada ante Talleres de Córdoba donde marcó uno de los tantos que le permitió al Lobo ganar por 2:1 para luego disputar el partido de vuelta con más tranquilidad logrando posteriormente ascender.

## Clubes
| Club                    | País      | Año       |
| ----------------------- | --------- | --------- |
| Escuela Presidente Roca | Argentina | 2003-2004 |
| General Paz Juniors     | Argentina | 2004-2005 |
| Racing (C)              | Argentina | 2005-2006 |
| Instituto               | Argentina | 2006-2007 |
| Sportivo Belgrano       | Argentina | 2007-2011 |
| Talleres (C)            | Argentina | 2011-2012 |
| Sportivo Belgrano       | Argentina | 2013      |
| Gimnasia y Esgrima (M)  | Argentina | 2013-2015 |
| Unión Aconquija         | Argentina | 2016      |
| Cipolletti              | Argentina | 2017      |
| Sportivo Desamparados   | Argentina | 2017-2018 |
| Deportivo Maipú         | Argentina | 2018      |
| Atlético Huila          | Colombia  | 2024      |
| Unión Comercio          | Perú      | 2025 -    |

## Palmarés

### Campeonatos nacionales
| Título             | Club                   | País      | Año     |
| ------------------ | ---------------------- | --------- | ------- |
| Torneo Argentino B | Gimnasia y Esgrima (M) | Argentina | 2013-14 |

#### Otros logros
| |
| - Ascenso a Torneo Argentino A con Sportivo Belgrano en el Torneo Argentino B 2008-09. - Ascenso a Primera B Nacional con Gimnasia de Mendoza en el Torneo Federal A 2014. |